# Vårskærm-slægten
Vårskærm (Hacquetia) er en lille slægt med kun én art. Beskrivelse og udbredelse skal derfor søges under denne art.
| Den beskrevne art |

- Vårskærm (Hacquetia epipactis)